# Chiesa di San Cirillo Alessandrino
La chiesa di San Cirillo Alessandrino è una chiesa di Roma, nella zona di Tor Sapienza, in viale Giorgio Morandi. È stata consacrata il 29 settembre 2012 dal cardinale vicario Agostino Vallini.

## Visite apostoliche
Il primo dicembre 2013, papa Francesco compie una visita apostolica nella parrocchia, dove ha incontrato alcune persone invalide, le famiglie dei bambini battezzati, i ragazzi delle comunioni e delle cresime.